# Дрост, Йеспер
Йеспер Дрост (нидерл. Jesper Drost; родился 11 января 1993 года в городе Нюнспет, Нидерланды) — нидерландский футболист, опорный полузащитник клуба «Харденберг».

## Клубная карьера
Дрост — воспитанник клуба «Зволле». 21 января 2011 года в матче против АГОВВа он дебютировал в Эрстедивизи. 27 января 2012 года в поединке против «Дордрехта» Йеспер забил свой первый гол за «Зволле». В том же году он помог команде выйти в элиту. 11 августа в матче против «Роды» Дрост дебютировал в Эредивизи. 11 ноября в поединке против столичного «Аякса» он забил свой первый гол в высшей лиге Нидерландов. В 2014 году Йеспер стал обладателем Кубка и Суперкубка Нидерландов.
30 июля 2015 года Йеспер перешёл в клуб «Гронинген». 12 августа в матче против «Твенте» он дебютировал за новую команду. 8 ноября в поединке против «Камбюра» Дрост забил свой первый гол за «Гронинген».
Летом 2018 года Йеспер присоединился к «Хераклесу». 16 сентября в матче против «Херенвена» он дебютировал за новую команду.

## Достижения
ПЕК Зволле
- Обладатель Кубка Нидерландов: 2013/14
- Обладатель Суперкубка Нидерландов: 2014